# The Stimulators
The Stimulators sind eine deutsche Band, die Elemente von Ska, Latin, Blues, Jazz, Reggae und Rock zu ihrem eigenen Stil vereinen. Die Band – nicht zu verwechseln mit der Anfang der 1980er Jahre aktiven New Yorker Hardcore-Formation gleichen Namens – schreibt ihr Material zum großen Teil selbst oder covert Songs von anderen Künstlern und stellt sie in einen anderen Kontext. So zum Beispiel den Chuck-Berry-Klassiker Johnny B. Goode, den sie in einer Latin-Version spielen, oder das kubanische Volkslied Guantanamera, das sie mit einem Hip-Hop-Beat unterlegen und klassische Themen von Eric Satie in den Song einbauen.

## Geschichte
Die Stimulators wurden im Oktober 1998 in München gegründet, als Gitarrist und Bandleader Peter Schneider nach einem einjährigen Aufenthalt in San Diego, Kalifornien, wo er in den Bands von Ike Turner, Ren Woods (Carwash, Roots) und George Semper gespielt hatte, nach Deutschland zurückkehrte.
Die CDs Voodoo Swing und Secret Mission wurden von Lautsprecher-Herstellern zu Demonstrationszwecken benutzt und führten so zu einer überregionalen Bekanntheit der Band. Einige Songs der Stimulators wurden aus den eigenen CDs ausgekoppelt und auf Samplern mit Künstlern wie Ray Brown, Hugh Masekela, Terry Evans, Kari Bremnes u. a. veröffentlicht.
Zwischen 1999 und 2009 hat die Band 7 CDs und 2 DVDs veröffentlicht. In den Jahren 2003 und 2004 waren die Stimulators mit James Brown in Europa auf Tour.

## Die Bandmitglieder
Peter Schneider – Lead-Gitarre, Bandleader

Der gebürtige Münchner Peter Schneider ging mit 18 Jahren nach Südamerika, begann in Porto Alegre, Musik zu studieren und lebte dann eine Weile in New York. Mit 20 Jahren wurde er zunächst bekannt in Bayern als der Gitarrist von Willy Michl. Danach spielte er mit Marius Müller-Westernhagen, Hans Söllner, Konstantin Wecker und anderen. 1985 begann er Solo-Platten aufzunehmen und 1990 gründete er seine erste eigene Band, die Peter Schneider Bluesband. Im Jahr 1996 ging er nach Amerika, spielte in der Ike Turner Band, mit Ren Woods und der George Semper Group. Als er ein Jahr später nach Deutschland zurückkam, gründete er die Stimulators.
Oliver Stephan – Lead-Gesang, Gitarre

Oliver ist in Bayern geboren, wuchs aber in Afrika und England auf, da sein Vater Auslandskorrespondent war. Nach dem Studium in England, wo er bereits in Bands spielte und mit Punk und Ska in Berührung kam, zog er nach München, wo er 1978 Deutschlands erste Ska-Band, die Nighthawks, gründete, die 1979 zwei Hits (Belle Blue und Shanty Town) hatten.
Florian Sagner – Trompete, Gesang, Percussion, Keyboard

Geboren und aufgewachsen ist Florian Sagner in Geretsried im Isartal bei München. Schon sehr früh fängt er an Trompete zu spielen und sammelt erste Erfahrungen in der Dixieland-Band seines Vaters. Nach der Schule studiert er am Salzburger Mozarteum Klassische Musik. Bevor er zu den Stimulators stößt, leitet er einige eigene Formationen, die hauptsächlich Modern und Latin Jazz spielen. In den letzten Jahren spielt er als Session-Musiker mit Leuten wie Jamaram, King Banana und anderen. Vor ein paar Jahren begann er im eigenen Studio Lounge-Musik zu produzieren und spielt Lounge-Konzerte mit DJ unter dem Namen Florian Sagner's Groove Department. Er veröffentlichte bisher ein Solo-Album und einer seiner Tracks ist auf dem Cafe Del Mar Label (Dreams 4)!
Oskar Pöhnl – Schlagzeug, Lead-Gesang

Oskar Pöhnl ist in Weiden geboren und entdeckte durch das American Folk und Bluesfestival 1965 den Blues für sich. Er spielte in der Al Jones Bluesband, mit Sonny Rhodes, Tommy Tucker, Champion Jack Dupree und Louisiana Red unter anderem in Montreux und dem North Sea Jazz Festival. Bei den Stimulators wurde er neben seiner Tätigkeit als Schlagzeuger auch immer mehr zum Lead-Sänger.
Uli Lehmann – Bass

Uli wurde an der südlichen Weinstraße in der Pfalz geboren. Seine ersten professionellen Gigs führten ihn mit einer Bierzeltband bis in die arabischen Emirate und nach Hong Kong. Danach begann er in München Jazz-Bass zu studieren. Er spielte in den Bands von ALI, Lisa Fitz, Ringsgwandl, Meilhammer& Schlenger, Steve Clayton, Ludwig Seuss und der Peter Schneider Band, bevor er zu den Stimulators kam.
Hans Mühlegg – Congas, Bongos, Timbales, Percussion

Hans ist in Murnau aufgewachsen. Dort gründete er mit Schulfreunden die Band „Fretless“. Als er immer tiefer in die Welt der Percussion einstieg, studierte er zuerst mit dem Kubaner Caesar Granados in München und vertiefte dann seine Kenntnisse bei langen Aufenthalten in Kuba und Nordafrika. Nach einem kurzen Zwischenspiel mit Bayon und der Ludwig Seuss Band kam er zu den Stimulators.
Marcio Tubino – Saxophon, Flöte, Percussion

Der aus Porto Alegre, Brasilien, stammende Saxophonist Marcio Tubino kam mit der Gruppe „Raiz de Pedra“ durch die Münchner Plattenfirma Enja Records nach Deutschland. Er lebt nun schon einige Jahre in München und tourt mit den verschiedensten Formationen durch ganz Europa. Die bekanntesten sind Egberto Gismonti und Alegre Coreira (Gitarrist des Zawinul Syndicates). Er ist nicht wirklich ein festes Mitglied der Stimulators, spielt aber seit 2003 auf allen ihren CDs und ist bei vielen ihrer Konzerte mit dabei.